# 232 (locomotive)
Pour les articles homonymes, voir Baltic et 232 (homonymie).

Disposition d'essieux "Baltic".

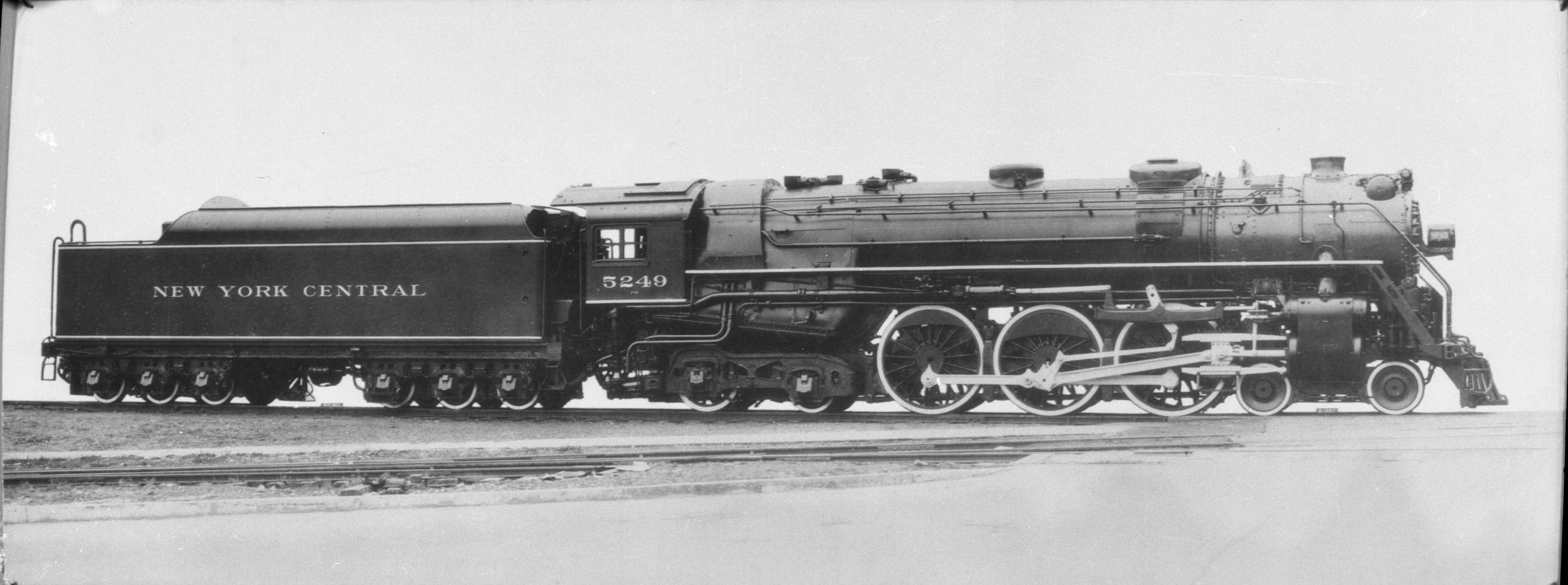
Une des premières Hudson du New York Central.

Baltic est un type de locomotive à vapeur dont les essieux ont la configuration suivante (de l'avant vers l'arrière) :
- 1 bogie porteur à 2 essieux
- 3 essieux moteurs
- 1 bogie porteur à 2 essieux

Hudson est un type de locomotive à vapeur dont les essieux ont la configuration suivante (de l'avant vers l'arrière) :
- 1 bogie porteur à 2 essieux
- 3 essieux moteurs
- 1 bissel porteur à 2 essieux.

L'appellation Hudson vient de la compagnie du New York Central Railroad, qui dénomma ainsi ce nouveau type de locomotive, en référence au fleuve Hudson que suivait la ligne principale de la compagnie dans l'État de New York.

## Codifications
Les deux modèles s'écrivent :
- 4-6-4 en codification Whyte.
- 232 en codification d'Europe continentale.
- 2C2 en codification allemande et italienne.
- 37 en codification turque.
- 3/7 en codification suisse.

## Utilisation

### France
En France, ce furent la Compagnie du Nord (dont le bureau d'études fut toujours très dynamique), la Compagnie de l'Est, la Compagnie du PLM et le Réseau de l'AL qui mirent en œuvre des locomotives de ce type, mais en version locomotive-tender dont les trois essieux couplés sont encadrés de deux bogies, correspondant au type Baltic. La présence d'un bogie à l'arrière comme à l'avant de ces locomotive-tender, permet de s'affranchir du retournement des locomotives, et d'obtenir un bon guidage de la machine aussi bien en marche arrière qu'en marche avant à vitesse élevée, ce qui n'est pas le but recherché sur les 232 à tender séparé. 
Seule la Compagnie du Nord en 1910 mettra en service deux prototypes type 232 à tender séparé, et numérotés 3.1101 et 3.1102. Ces locomotives à la disposition d'essieux très en avance sur leur temps, furent étudiées par l'ingénieur Gaston Du Bousquet. Elles étaient particulièrement performantes pour l'époque, mais malheureusement le décès prématuré de leur concepteur mettra un terme à leur mise au point. Bien plus tard, toujours la Compagnie du Nord et cette fois sous l'impulsion de Marc de Caso, entreprit la réalisation de « véritables » Hudson, mais l'étude de ces locomotives fut retardée par la création de la SNCF, et c'est en mars 1940 que fut livrée la première machine qui sera classée parmi les locomotives unifiées et immatriculée 232 R 1.

#### Locomotives-tenders
Réseau de l'AL8301 à 8366 série T 17 de 1905 à 1913, futures : 1-232 TB 301 à 366
8401 à 8427 série T 18 de 1915 à 1918, futures : 1-232 TC 401 à 427
Compagnie de l'Est3901 à 3940 série 11 de 1904 et 1909, futures : 33901 à 33940 série 11 S bis (à la suite de transformations), futures : 1-232 TA 901 à 940
Compagnie du Nord3.801 à 3.865 de 1907, futures : 2-232 TA 1 à 65
3.871 à 3.884 de 1913, machines du ROD (Corps Expéditionnaire Anglais de 1914 à 1918), futures : 2-232 TB 1 à 14
Compagnie du PLM5501 à 5525 de 1908 à 1910, futures : 5-232 T ?
5301 à 5350 de 1911, futures : 5-232 T ?

#### Locomotives à tender séparé

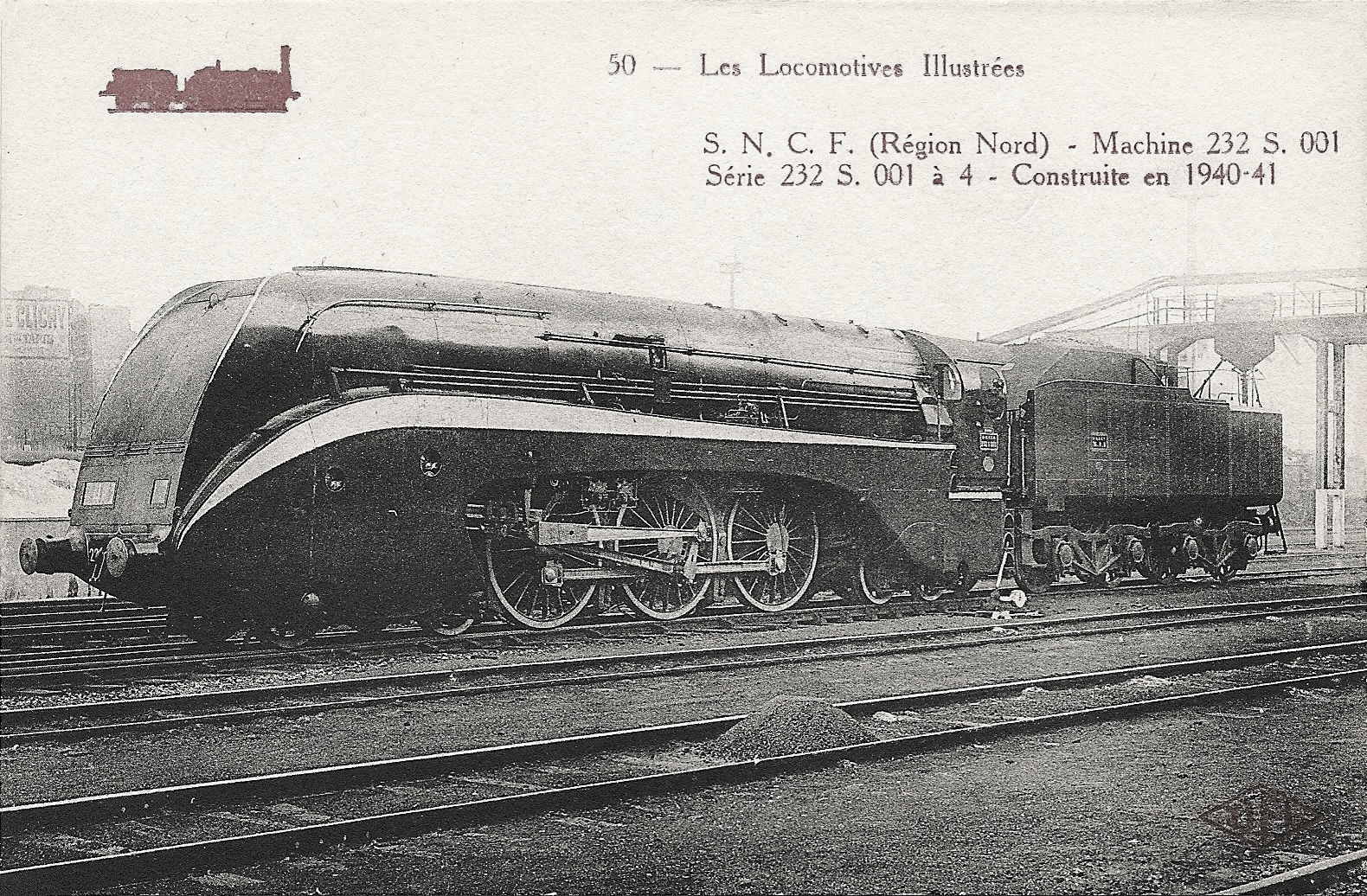
Une Hudson de la SNCF de la série 232 S.

Compagnie du Nord3.1101 et 3.1102, Baltic prototypes de 1910
SNCF2-232 P 1 de 1936
5-232 Q 1 de 1940
2-232 R 1 à 4 de 1938
2-232 S 1 à 3 de 1938
2-232 U 1 de 1948
La 232 U 1 ainsi que la 3.1102 sont conservées à la Cité du train de Mulhouse. La Baltic est présentée "écorchée" telle qu'elle fut exposée lors de l'Exposition internationale des techniques de Paris en 1937.

### Hongrie

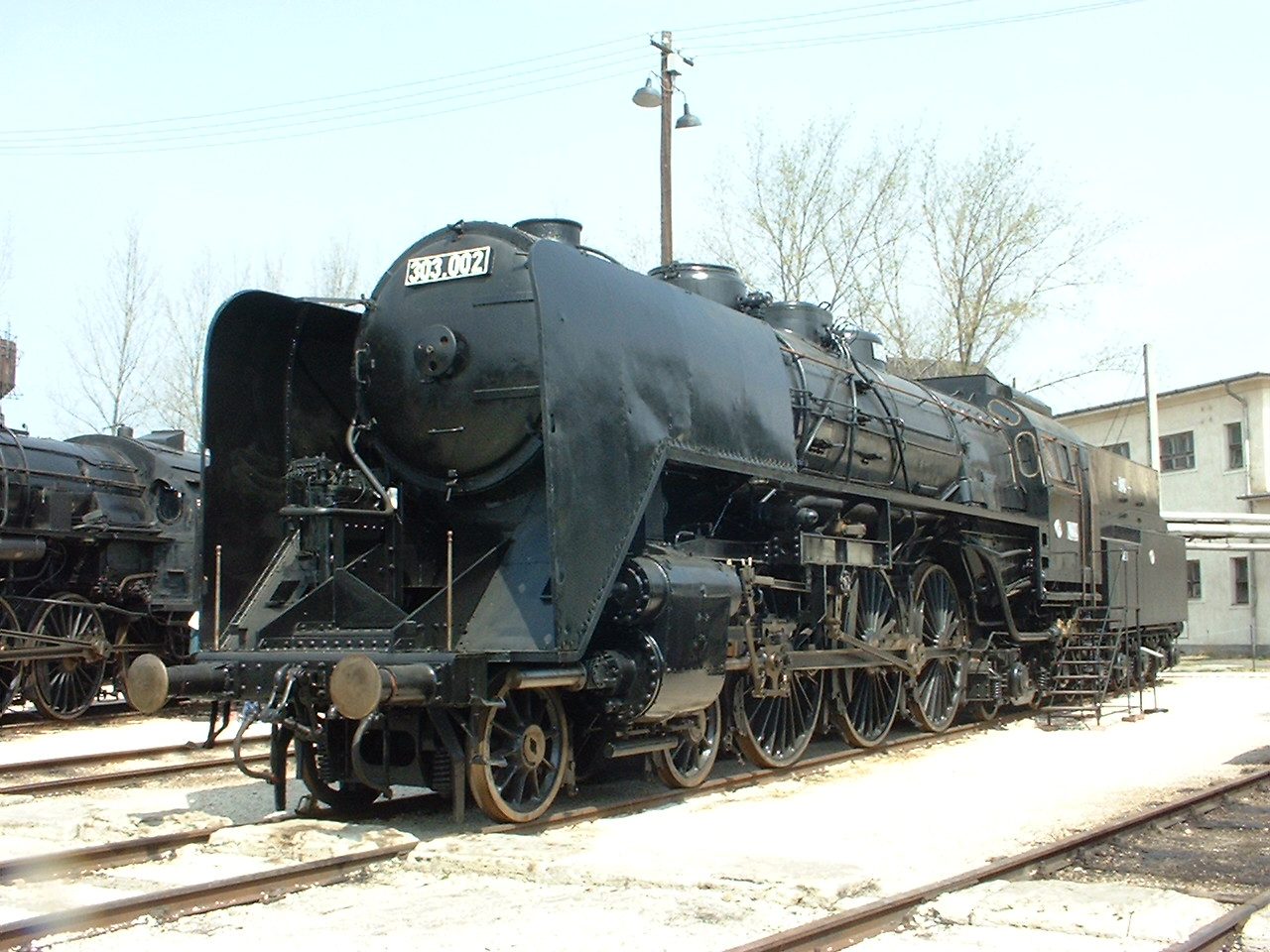
La 303 002 préservée au musée des chemins de fer de Budapest.

En 1951, la compagnie de chemin de fer de Hongrie Magyar Államvasutak fit construire deux locomotives type Hudson numérotées 303 001 et 303 002. Ces machines à deux cylindres et simple expansion avaient une chaudière à foyer débordant équipée d'une grille de 5,5 m2 de surface, alimentée en charbon par un chargeur mécanique stoker. Le tender à cinq essieux emportait 13 tonnes de charbon et 25 m3 d'eau. C'était des locomotives d'allure moderne, dotées d'une cabine de conduite entièrement fermée avec porte d'accès, d'un tablier haut dégageant bien les roues motrices, et de larges écrans pare-fumée type « Wagner » sur l'avant. Elles furent retirées du service en 1962.

### États-Unis
C'est Alco qui construisit en 1927 la première 232 ou 4-6-4 équipée d'un bissel, les class J-1 du New York Central Railroad. C'est à cette époque qu'on leur donna le nom d'Hudson. Par la suite, vingt-et-un réseaux d'Amérique du Nord adoptèrent ce type de locomotive. En 1938, pour son train 20th Century Limited, le New York Central mit en service dix locomotives Hudson de la class J-3 (5445-5454) profilées par le designer Henry Dreyfuss.

### Canada
En 1914 la compagnie du Grand Trunk Railway fit construire par la Montreal Locomotive Works une série de six locomotives-tender type 4-6-4, pour le service de banlieue de Montréal. Classées K2 puis reclassifiées X-10-a (en) en 1927 par le Canadian National Railway, ces locomotives dont les deux essieux arrière étaient traités en bogie, furent nommées Baltic tank.
De 1929 à 1940, le Canadian Pacific Railway fit construire par Montreal Locomotive Works 65 locomotives Hudson class H-1 (en), et qui furent numérotées de 2800 à 2864.
En 1930, le Canadian National Railway fit également construire par Montreal Locomotive Works, une petite série de cinq locomotives Hudson class K-5-a, et numérotées de 5700 à 5704.

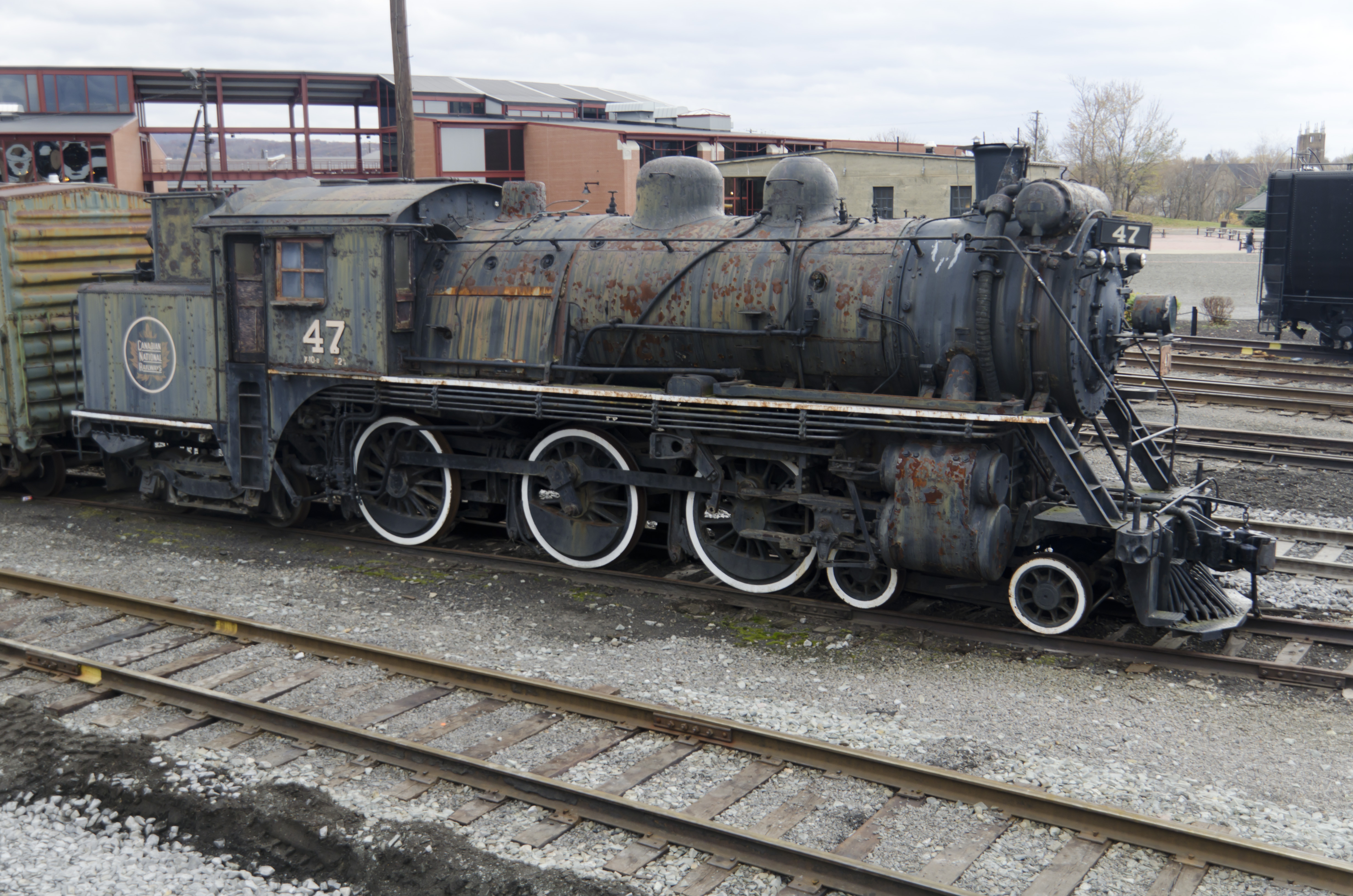
La Baltic tank 47 du Canadian National Railway préservée à Scranton (Pennsylvanie).
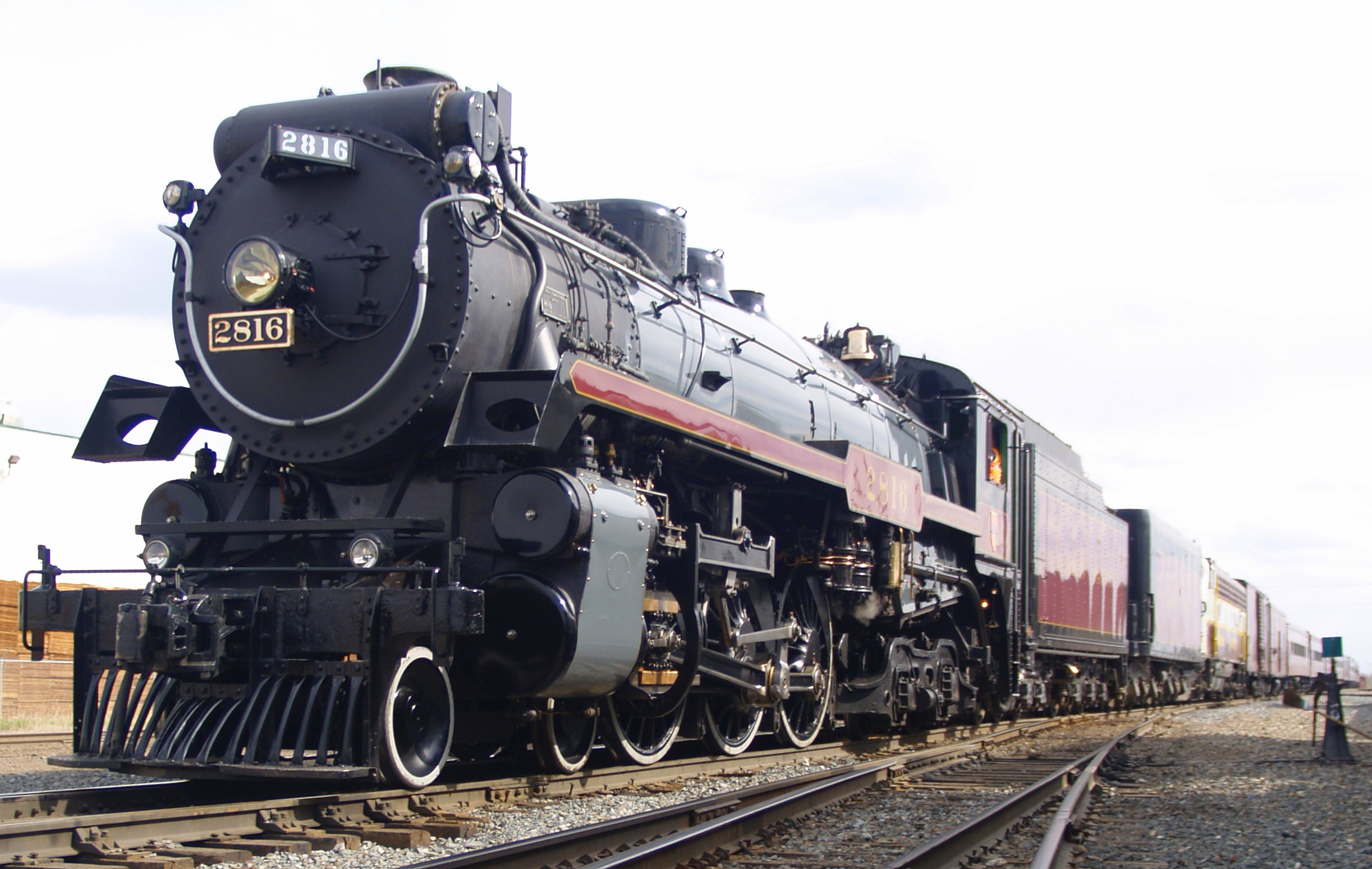
La Hudson 2816 du Canadian Pacific Railway en 2008.